# Parion
Parion (latin Parium) var under antiken en strategiskt viktig hamnstad i Mysien i Mindre Asien, på Hellespontens sydkust, nära den nutida turkiska staden Kemar (grekiska Kamares).
Parion låg mellan Lampsakos och Priapos och grundades av milesier och parier, av vilka staden fått sitt namn. Eventuellt leddes kolonin av Parion, son till Jason som grundade Erythrai.
Den tillhörde det deliska förbundet, stod under hellenistisk tid under Lysimachos inflytande, och hörde senare till attalidernas kungarike Pergamon.
När Attalos III år 133 f.Kr. testamenterade Pergamon till romarna kom staden under romersk kontroll. Under romersk tid gjorde Marcus Aurelius staden till en colonia, Colonia Pariana Julia Augusta. Parion tillhörde först den romerska provinsen Asia, och när provinsen delades på 300-talet e.Kr. blev den en del av provinsen Hellespontus.

## Det kristna Parion
Parion måste ha haft en kristen församling redan 180 e.Kr., då martyren sankt Onesiforos verkade i staden. Den var ursprungligen en suffragan till Kyzikos, men blev ärkestift år 640, och var det fram till slutet av 1200-talet. Den bysantinske kejsar Andronikos II gjorde staden till ett metropolitsäte, med titeln Pegon kai Pariou (Pegae och Parion). 1354 upplöstes metropolitet, och i stället tilldelades dess siste ämbetsinnehavare stiftet Sozopolis i Thrakien. I dag är Parion ett titulärstift i katolska kyrkan.

## Konst och kultur
Staden var känd för dyrkan av gudarna Apollon, Dionysos och Eros. Någon gång före 354 f.Kr. gjorde Praxiteles en skulptur av den sistnämnde i staden. Enligt Strabon fanns i Parion dessutom ett stort altare byggt av Hermokreon.
Man har även hittat mynt från staden, vilka är uppseendeväckande på grund av att de är präglade med gorgon-motiv. Det är oklart varför mynten präglats med detta monster; en teori är att de avbildar sköldar, som ofta haft gorgonmotiv för att skrämma fienden. Detta skulle i så fall visa Parions makt.

## Arkeologi
Några få lämningar från antiken finns kvar. Murarna mot havet, som består av stora kvadratiska marmorblock, står ännu. I staden finns även ruiner av akvedukter, vattenreservoarer och en nedrasad arkitrav av en pelargång. Det moderna namnet Kamares tycks komma av kamarai, underjordiska byggnader från forntiden, som ännu finns kvar på platsen.
Under fyra år på 2000-talet har turkiska arkeologer under ledning av professor Cevat Başaran grävt ut Parions nekropol. Man har grävt ut omkring 200 gravar, och det viktigaste fyndet är en 2 200 år gammal sarkofag, som på grund av de många smyckena inuti tros tillhöra en prinsessa eller adelskvinna. Baserat på fyndet tror Başaran att Parion en gång var en storslagen stad som styrdes av en rik elit.